# Counter-Strike Online
Counter-strike Online är en omarbetad version av Counter-Strike: Condition Zero som marknadsförs mot den asiatiska spelmarknaden. Spelet utvecklas av det sydkoreanska företaget Nexon.